# Sanabarès de Parthie
Sanabarès de Parthie est un prétendant au royaume parthe de 50 à 65 ap. J.-C.
Sanabarès n'est connu que par ses émissions monétaires portant l'inscription en grec « ΒΑΣΙΛΕΥΣ ΣΑΝΑΒΑΡΗΣ » (Basileus Sanabarès en français: Sanabarès roi).
Peut-être d'origine non arsacide, il gouverne la Margiane à partir d'Antioche de Margiane (aujourd'hui Merv), la capitale de la province. En révolte quinze ans contre le pouvoir central, il s'autoproclame roi avec l'appui des Kouchans. Pendant cette période, il est en concurrence avec les souverains arsacides, légitimes ou non, suivants : 
- Gotarzès II ;
- Vononès II ;
- Vologèse Ier ;
- Vardanès II.